# 布羅克曼斯角 (加利福尼亞州)
布羅克曼斯角（英語：Brockmans Corner）是位於美國加利福尼亞州因約縣的一個非建制地區。該地的面積和人口皆未知。

## 地理
布羅克曼斯角的座標為37°22′34″N 118°25′56″W / 37.37611°N 118.43222°W，而該地的平均海拔高度為1294米（即4295英尺）。